# Лазовское
Лазовское — посёлок в Гурьевском городском округе Калининградской области. Входит в состав Храбровского сельского поселения.

## Население
| 2002 | 2010 |
| ---- | ---- |
| 243  | ↗269 |

## История
Населенный пункт был основан в 1387 году.
В 1910 году численность населения составляла 157 человек, в 1933 году — 365 человек, в 1939 году — 307 человек.
В 1946 году Трёмпау был переименован в поселок Лазовское.